# 391 př. n. l.

## Události
- v bitvě u Clusia (Chiusi) porazili Bójové Etrusky

## Hlava státu
- Perská říše – Artaxerxés II.  (404 – 359 př. n. l.)
- Egypt – Hakor  (393 – 380 př. n. l.)
- Bosporská říše – Satyrus  (433 – 389 př. n. l.)
- Sparta – Agésipolis I.  (395 – 380 př. n. l.) a Agésiláos II.  (399 – 360 př. n. l.)
- Athény – Philocles  (392 – 391 př. n. l.) » Nicoteles  (391 – 390 př. n. l.)
- Makedonie – Amyntás III.  (392 – 370 př. n. l.)
- Epirus – bezvládí  (392 – 390 př. n. l.)
- Odryská Thrácie – Amadocus I.  (408 – 389 př. n. l.) a Seuthes II.  (405 – 387 př. n. l.)
- Římská republika – tribunové L. Lucretius Tricipitinus Flavus, Lucius Furius Medullinus, Ser. Sulpicius Camerinus, Agrippa Furius Fusus, L. Aemilius Mamercinus a C. Aemilius Mamercinus  (391 př. n. l.)
- Syrakusy – Dionysius I.  (405 – 367 př. n. l.)
- Kartágo – Mago II.  (396 – 375 př. n. l.)